# 常楽我浄
常楽我浄（じょうらくがじょう、梵: nitya-sukha-ātma-śubha）とは、仏教とりわけ大乗仏教で、仏及び涅槃の境涯を表した語である。大乗仏教においては四徳、または四波羅蜜といわれる。主に『大般涅槃経』に説かれるが、『勝鬘経』など多くの大乗経典にも登場する語である。

## 初期仏教
仏教において否定されるべき4種の見解をさしていた。
釈迦が出家した時、衆生の多くは人間世界のこの世が、
- 無常であるのに常（常住）と見て、
- 苦（dukkha）に満ちているのに楽（sukha）と考え、
- 人間本位の自我は無我であるのに我があると考え（我見）、
- 不浄なものを浄らかだ

と見なしていた。これを四顛倒（してんどう、さかさまな見方）という。

無常なものに常をいだき、苦であるものに楽をいだき、無我なものに我をいだき、不浄なものに浄をいだく。

衆生らは、邪見によって心乱され狂わせられる、マーラにとらわられた安楽なき人々である。
—パーリ仏典, 増支部四集赤馬品, 顚倒経, Sri Lanka Tripitaka Project
釈迦は成道した直後にまずこの四顛倒をただし、この世は無常・苦・無我・不浄であると説いた。これが諸行無常・一切皆苦・諸法無我などという仏教用語の基となっている。

## 大乗仏教
大乗仏教においては、『大般涅槃経』や『勝鬘経』では、如来が常住であり、涅槃は最高の楽であることを強調し、四不顛倒(しふてんどう。無常、苦、無我、不浄)をさらに超える存在として、常、楽、我、浄を究極のものと見なした。これを四波羅蜜あるいは四徳と称する。
『涅槃経』では、如来は入滅してもこの世に常住し、涅槃こそ真の楽であり、人間我を超えた所に如来我（仏性）があり、浄らかであると説いた、とされている。
- 常 - 仏や涅槃の境涯は、常住で永遠に不滅不変である
- 楽 - 仏や涅槃の境涯は、人間の苦を離れたところに真の安楽がある
- 我 - 仏や涅槃の境涯は、人間本位の自我を離れ、如来我（仏性）がある
- 浄 - 仏や涅槃の境涯は、煩悩を離れ浄化された清浄な世界である

これが常楽我浄である。

### 日蓮の解釈
日蓮は、『法華経』寿量品にある経文、「常住此説法」を「常」、「我此土安穏」を「楽」、「自我得仏来」を「我」、また薬王品の「如清涼地」を「浄」とする。また日蓮は、
と、この涅槃の四徳を『法華経』に出てくる地涌の四菩薩に配当している。